# Canthon modestus
Canthon modestus är en skalbaggsart som beskrevs av Edgar von Harold 1867. Canthon modestus ingår i släktet Canthon och familjen bladhorningar. Inga underarter finns listade.